# Николай (Львов)
Никола́й (в миру Михаи́л Алексе́евич Льво́в; 7 ноября 1864, Варшава — 30 ноября 1937, Красноярск) — деятель григорианского раскола, в котором имел сан архиепископа.

## Биография
Родился 7 ноября 1864 года в Варшаве в мещанской семье. Отец Львов Алексей Илларионович происходил из крестьян Самарской губернии и служил рядовым Литовского лейб-гвардии полка. Мать была домохозяйка.
В 1881 года окончил Самарское духовное училище. В 1887 года окончил Самарскую духовную семинарию.
В 1887 году становится учителем Чувашского миссионерского училища Самарской епархии.
В 1890 году принят в ведомство военного и морского духовенства. 5 декабря 1890 года рукоположен во диакона и назначен к Григориевскому адмиралтейскому собору города Николаева.
13 октября 1894 года рукоположен во священника и назначен к Михаило-Архангельской церкви 156-го пехотного Елизаветпольского полка, расквартированного в местечке Сарыкамыш Карской области.
С 1895 года — священник Покровской церкви 151-го пехотного Пятигорского полка, расквартированного в местечке Картуз-Береза Пружанского уезда Гродненской губернии.
С 1896 года — священник Михаило-Архангельской церкви 162-го пехотного Ахалцыхского полка, расквартированного в городе Могилёве-Подольском. В 1899 года награждён набедренником.
В конце 1899 года назначен священником Преображенской церкви 10-го пехотного Новоингерманландского полка, расквартированного в Калуге.
С 1902 года — священник Андреевской церкви 2-й Восточно-Сибирской стрелковой бригады, расквартированной в урочище Новокиевском Приморской области.
В годы русско-японской войны 1904—1905 годов находился в действующей армии. В 1906 году награждён бархатной фиолетовой скуфьей. 6 мая 1906 года пожалован орденом святой Анны 3-й степени.
17 декабря 1910 года назначен благочинным 2-й Сибирской стрелковой дивизии. 14 марта 1912 года награждён камилавкой.
8 марта 1914 года назначен гарнизонным священником села Раздольного Приморской области.
С августа 1914 года в составе 6-го Сибирского стрелкового полка находился в действующей армии на Варшавском фронте. 28 мая 1915 года пожалован орденом святой Анны 2-й степени с мечами. 6 апреля 1916 года награждён наперсным крестом, от Святейшего Синода выдаваемым.
В августе 1916 года назначен священником церкви лазарета 13-й стрелковой дивизии. Возведён в сан протоиерея.
В январе 1918 года, в связи с развалом армии, выехал к семье в Хабаровск.
С мая 1918 до конца 1922 года с перерывами на различных гражданских должностях. С 1922 года — священник Серафимовской церкви села Саровка Иманского уезда Приморской области. 9 февраля 1923 года был арестован. Через пять недель освобождён за недоказанностью вины.
В 1923 году уклонился в обновленчество. С августа 1923 года служил священником Успенского кафедрального собора Владивостока. С 1924 года священник Успенского кафедрального собора в Хабаровске.
В декабре 1925 года уволен за штат. Работал делопроизводителем-архивариусом и библиотекарем в государственном тресте «Дальлес».
Принёс покаяние Заместителю Патриаршего Местоблюстителя митрополиту Сергию (Страгородскому). В марте 1926 года назначен священником Покровской церкви села Лермонтовка Хабаровского уезда.
В 1927 году был арестован. Через две недели освобождён за недоказанностью вины.
Перешел в юрисдикцию ВВЦС. В августе 1927 года назначен настоятелем Покрово-Николаевской церкви в Благовещенске. 13 октября 1927 года избран председателем Благовещенского епархиального совета.
В ноябре 1928 года в Свердловске, будучи к тому времени вдовым священником, принял монашество, возведён в сан архимандрита и хиротонисан во епископа Барнаульского. Хиротонию совершали митрополит Григорий (Яцковский) и епископ Петр (Холмогорцев). В том же месяце прибыл к новому месту службы. Кафедра располагалась в Покровской церкви Барнаула.
3 октября 1929 года назначен епископом Красноярским. Кафедра располагалась в Покровской церкви Красноярска.
В марте 1931 года назначен епископом Благовещенским. Кафедра располагалась в Покрово-Николаевской церкви Благовещенска.
8 декабря 1931 года возведён в сан архиепископа и избран членом пленума ВВЦС (Малого Собора епископов).
5 мая 1933 года был арестован. Через две недели освобождён за недоказанностью вины.
В июле 1933 года оставил свою епархию и выехал в Москву.
В сентябре 1933 года назначен архиепископом Каменским и Шахтинским, председателем Каменского епархиального совета. В конце месяца прибыл к новому месту службы. Кафедра располагалась в Покровском соборе Каменска-Шахтинского.
2 декабря 1933 года был арестован. 23 марта 1934 года постановлением Тройки при ПП ОГПУ по Азово-Черноморскому краю приговорен к трём годам ссылки в Северный край.
С декабря 1936 года, по окончании ссылки, проживал без определённых занятий у дочери в Красноярске.
4 октября 1937 года арестован. 30 ноября того же года постановлением Тройки УНКВД СССР по Красноярскому краю приговорён к высшей мере наказания. Расстрелян в тот же день в Красноярске.